# Lista de vice-governadores do Amazonas
Esta é uma lista de vice-governadores do estado do Amazonas.

## Titulares do cargo
| N°  | Vice-governador                       | Vice-governador                          | Partido                                          | Início do mandato     | Fim do mandato        | Governador                     | Notas                                                                                                 | Ref.                         |
| --- | ------------------------------------- | ---------------------------------------- | ------------------------------------------------ | --------------------- | --------------------- | ------------------------------ | --- | ---------------------------- |
| 1°  | Rui Araújo                            |                                          | Aliança Renovadora Nacional ARENA                | 31 de janeiro de 1967 | 26 de julho de 1969   | Danilo Areosa (ARENA)          | Vice-governador eleito indiretamente pela Assembleia Legislativa.                                     | [ 1 ] [ 2 ]                  |
| -   | Cargo vago                            | -                                        | -                                                | 26 de julho de 1969   | 15 de março de 1971   | Danilo Areosa (ARENA)          | Vice-governador faleceu no exercício do mandato.                                                      |                              |
| 2°  | Deoclides de Carvalho Leal            |                                          | Aliança Renovadora Nacional ARENA                | 15 de março de 1971   | 15 de março de 1975   | João Walter de Andrade (ARENA) | Vice-governador eleito indiretamente pela Assembleia Legislativa.                                     | [ 3 ]                        |
| 3°  | João Bosco Ramos de Lima              |                                          | Aliança Renovadora Nacional ARENA                | 15 de março de 1975   | 31 de janeiro de 1979 | Enoque Reis (ARENA)            | Vice-governador eleito indiretamente pela Assembleia Legislativa.                                     | [ 4 ]                        |
| 4°  | Paulo Pinto Nery                      |                                          | Aliança Renovadora Nacional ARENA                | 15 de março de 1979   | 14 de maio de 1982    | José Lindoso (PDS)             | Vice-governador eleito indiretamente pela Assembleia Legislativa.                                     | [ 5 ]                        |
| 4°  | Paulo Pinto Nery                      | Partido Democrático Social PDS           |                                                  | 15 de março de 1979   | 14 de maio de 1982    | José Lindoso (PDS)             | Vice-governador eleito indiretamente pela Assembleia Legislativa.                                     | [ 5 ]                        |
| -   | Cargo Vago                            | -                                        | -                                                | 14 de maio de 1982    | 15 de março de 1983   | Paulo Nery (PDS)               | Vice-governador eleito no cargo de titular.                                                           |                              |
| 5°  | Manoel Henriques Ribeiro              |                                          |                                                  | 15 de março de 1983   | 1º de janeiro de 1986 | Gilberto Mestrinho (PMDB)      | Vice-governador eleito em sufrágio universal.                                                         |                              |
| -   | Cargo Vago                            | -                                        | -                                                | 1° de janeiro de 1986 | 15 de março de 1987   | Gilberto Mestrinho (PMDB)      | Vice-governador eleito renunciou ao cargo.                                                            |                              |
| 6°  | Vivaldo Barros Frota                  |                                          | Partido Frente Liberal PFL                       | 15 de março de 1987   | 2 de abril de 1990    | Amazonino Mendes (PMDB/PSDB)   | Vice-governador eleito em sufrágio universal.                                                         | [ 6 ]                        |
| -   | Cargo Vago                            | -                                        | -                                                | 2 de abril de 1990    | 15 de março de 1991   | Vivaldo Frota (PFL)            | Vice-governador eleito no cargo de titular.                                                           |                              |
| 7°  | Francisco Garcia Rodrigues            |                                          | Partido Frente Liberal PFL                       | 15 de março de 1991   | 1º de janeiro de 1995 | Gilberto Mestrinho (PMDB)      | Vice-governador eleito em sufrágio universal.                                                         | [ 7 ]                        |
| 8°  | Alfredo Pereira do Nascimento         |                                          | Partido Progressista Brasileiro PPB              | 1º de janeiro de 1995 | 1º de janeiro de 1997 | Amazonino Mendes (PPR)         | Vice-governador eleito em sufrágio universal.                                                         | [ 8 ] [ 9 ]                  |
| -   | Cargo Vago                            | -                                        | -                                                | 1° de janeiro de 1997 | 1° de janeiro de 1999 | Amazonino Mendes (PPR)         | Vice-governador eleito renunciou ao cargo.                                                            |                              |
| 9°  | Samuel Hanan                          |                                          |                                                  | 1º de janeiro de 1999 | 1º de janeiro de 2003 | Amazonino Mendes (PFL)         | Vice-governador eleito em sufrágio universal.                                                         |                              |
| 10° | Omar José Abdel Aziz                  |                                          | Partido Frente Liberal PFL                       | 1º de janeiro de 2003 | 31 de março de 2010   | Eduardo Braga (PPS)            | Vice-governador eleito e reeleito em sufrágio universal.                                              | [ nota 2 ] [ 10 ] [ nota 3 ] |
| 10° | Omar José Abdel Aziz                  | Partido Republicano Brasileiro PRB       |                                                  | 1º de janeiro de 2003 | 31 de março de 2010   | Eduardo Braga (PPS)            | Vice-governador eleito e reeleito em sufrágio universal.                                              | [ nota 2 ] [ 10 ] [ nota 3 ] |
| 10° | Omar José Abdel Aziz                  | Partido Mobilização Nacional PMN         | Eduardo Braga (PMDB)                             | 1º de janeiro de 2003 | 31 de março de 2010   |                                | Vice-governador eleito e reeleito em sufrágio universal.                                              | [ nota 2 ] [ 10 ] [ nota 3 ] |
| -   | Cargo Vago                            | -                                        | -                                                | 31 de março de 2010   | 1° de janeiro de 2011 | Omar Aziz (PMN)                | Vice-governador eleito no cargo de titular.                                                           |                              |
| 11° | José Melo de Oliveira                 |                                          | Partido do Movimento Democrático Brasileiro PMDB | 1º de janeiro de 2011 | 4 de abril de 2014    | Omar Aziz (PSD)                | Vice-governador eleito em sufrágio universal.                                                         | [ 11 ]                       |
| 11° | José Melo de Oliveira                 | Partido Republicano da Ordem Social PROS |                                                  | 1º de janeiro de 2011 | 4 de abril de 2014    | Omar Aziz (PSD)                | Vice-governador eleito em sufrágio universal.                                                         | [ 11 ]                       |
| -   | Cargo Vago                            | -                                        | -                                                | 4 de abril de 2014    | 1° de janeiro de 2015 | José Melo (PROS)               | Vice-governador eleito no cargo de titular.                                                           |                              |
| 12° | José Henrique Oliveira                |                                          | Solidariedade                                    | 1º de janeiro de 2015 | 4 de maio de 2017     | José Melo (PROS)               | Vice-governador eleito em sufrágio universal posteriormente cassado pelo Tribunal Superior Eleitoral. | [ 12 ] [ 13 ]                |
| -   | Cargo Vago                            | -                                        | -                                                | 4 de maio de 2017     | 4 de outubro de 2017  | David Almeida                  | Presidente da Assembléia Legislativa no cargo de titular devido à cassação da chapa eleita.           |                              |
| 13° | João Bosco Gomes Saraiva              |                                          | Solidariedade                                    | 4 de outubro de 2017  | 1º de janeiro de 2019 | Amazonino Mendes (PDT)         | Vice-governador eleito em sufrágio universal nas eleições suplementares de 2017.                      | [ 14 ] [ 15 ]                |
| 14° | Carlos Alberto Souza de Almeida Filho |                                          | Partido da Social Democracia Brasileira PSDB     | 1º de janeiro de 2019 | 1° de janeiro de 2023 | Wilson Lima (PSC)              | Vice-governador eleito em sufrágio universal.                                                         | [ 16 ]                       |
| 15° | Tadeu de Souza Silva                  |                                          | Avante                                           | 1° de janeiro de 2023 | em exercício          | Wilson Lima (UNIÃO)            | Vice-governador eleito em sufrágio universal.                                                         | [ 17 ]                       |

Legenda
| Cor     | Significado                                                                                 |
| Verde   | Mandatários eleitos por votação direta ou indireta (por escolha da Assembleia Legislativa). |
| Amarelo | Mandatários eleitos indiretamente segundo as regras do Regime Militar de 1964.              |